# Thạnh Lợi, Vĩnh Thạnh (Cần Thơ)
Thạnh Lợi là một xã thuộc huyện Vĩnh Thạnh, thành phố Cần Thơ, Việt Nam.
Xã Thạnh Lợi có diện tích 43,24 km², dân số năm 1999 là 10.472 người, mật độ dân số đạt 242 người/km².